# Taviano
Taviano község (comune) Olaszország Puglia régiójában, Lecce megyében.

## Fekvése
A Salentói-félsziget délnyugati részén fekszik.

## Története
A város neve az Ottaviano név átalakulásából származik, amely a latin Octaviliusból ered.

## Népessége
A népesség számának alakulása:

## Főbb látnivalói
- Palazzo Marchesale "De Franchis" (17. század)
- San Martino di Tours-templom (15-17. század)
- Santa Maria di Costantinopoli-templom (17. század)
- Madonna Immacolata-templom (17. század)
- Beata Vergine Maria Addolorata-templom (17. század)